# Illich-Avia
Illich-Avia (ukrainisch Ілліч-Авіа, russisch Ильич-Авиа) war eine ukrainische Fluggesellschaft mit Sitz in Mariupol. 

## Geschichte
Gegründet wurde die Gesellschaft im Jahr 2002 durch das gleichnamige Mariupoler Metallurgische Kombinat Iljitsch, das wiederum nach Wladimir Iljitsch Lenin benannt war. Das Firmenlogo wich nur in der Farbe (rot) von dem des Kombinats (blau) ab. Als erstes Flugzeug wurde am 31. Oktober 2002 eine russische Jakowlew Jak-40 (UR-MMK, Baujahr 1975) von der russischen Fluggesellschaft Bylina erworben.
Das Kombinat modernisierte 2003 den Flughafen Mariupol und Wolodymyr Bojko, Vorstandsvorsitzender des Kombinats, organisierte im Februar 2004 die Anschaffung des zweiten Flugzeugs, einer Antonow An-140-100 (UR-14007), die am 26. April 2004 in Betrieb genommen wurde. Eine zweite An-140-100 (UR-14008) folgte bereits im August 2004. Im Frühjahr 2005 erlangte man die Luftverkehrlizenz Nr. 118481 und am 1. Juli 2005 erhielt die Fluggesellschaft das Luftverkehrsbetreiberzeugnis Nr. 198 durch die ukrainische Luftfahrtbehörde. Zudem schaffte man im Mai 2005 eine weitere Jak-40 (UR-87440, Baujahr 1974) von Bylina an.
Das Kombinat betrachtete die Fluggesellschaft als nicht zum Kerngeschäft gehörenden Vermögenswert und förderte über diese auch Sport und Kultur. Dennoch diente die Fluggesellschaft nicht nur den Flügen von Mitarbeitern, sondern bot seit 2004 Linienflüge nach Moskau, Kiew, Athen, Thessaloniki und Antalya an, wodurch der ausgebaute Flughafen Mariupol den Status als internationaler Flughafen erhielt. Der Niedergang der Metallpreise im Jahr 2008 förderte auch den Niedergang der Fluggesellschaft, da sie schon zuvor als unrentabel galt.
Mit der Beendung des Flugverkehrs im April 2009 wurde die „Iljitschewez 2“ (UR-14007) zum Verkauf angeboten und schließlich 2012 an die ukrainische Fluggesellschaft Motor Sich verkauft, wo sie mindestens noch bis 2014 in Betrieb war. Noch schneller wurde die andere An-140-100 (UR-14008; „Iljitschewez 4“) verkauft. Sie ging bereits im Mai 2010 an die russische Fluggesellschaft Yakutia. Die zuerst angeschaffte Jak-40, die „Iljitschewez“ (UR-MMK), wurde am 26. Mai 2014 durch Beschuss während des Kampfes zwischen ukrainischen Regierungstruppen und lokalen Separatisten zerstört, während sie auf dem Flughafen Donezk stand. Sie wurde bereits seit 2010 von der ukrainischen Fluggesellschaft Constanta genutzt. Die Maschine brannte aus und wurde als nicht mehr reparaturfähig abgeschrieben. Die zweite Jak-40 (UR-87440; „Iljitschewez 3“) wurde bereits im Mai 2008 in Saporischschja eingelagert und mehrfach (2009, 2015) zum Verkauf angeboten.
Im November 2017 wurde zwar wieder eine eigene Internetseite in Betrieb genommen, aber da der Flughafen trotz staatlicher Bemühungen weiter außer Betrieb blieb, wurde auch seitdem kein Flugbetrieb aufgenommen. Anvisiert wurden regelmäßige Flüge nach Kiew, Moskau, Athen und Thessaloniki. Mit der Zerstörung des Flughafens bei der Belagerung von Mariupol im Frühjahr 2022 sowie der großflächigen Zerstörung des Iljitsch-Werkes ist eine Neuaufnahme noch unwahrscheinlicher geworden.

## Flotte
Sie besaß vier Flugzeuge:
- 2 Jakowlew Jak-40[7]: „Ильичевец“ (UR-MMK; deutsche Transkribierung: „Iljitschewez“; Baujahr 1975) & „Ильичевец 3“ (UR-87440; „Iljitschewez 3“; Baujahr 1974)[3][8]
- 2 Antonow An-140-100: „Ильичевец 2“ (UR-14007; „Iljitschewez 2“; Baujahr 2004) & „Ильичевец 4“ (UR-14008; „Iljitschewez 4“; Baujahr 2004)[14][5][6]